# Дмитрівська сільська рада (Бородянський район)
| Дмитрівська сільська рада — колишній орган місцевого самоврядування у Бородянському районі Київської області з адміністративним центром у с. Дмитрівка. Сільській раді були підпорядковані населені пункти: - с. Дмитрівка - с. Озерщина |

## Склад ради
Рада складалася з 14 депутатів та голови.

### Керівний склад ради
| ПІБ                           | Основні відомості                                                                       | Дата обрання | Дата звільнення |
| ----------------------------- | --------------------------------------------------------------------------------------- | ------------ | --------------- |
| Бондар Дмитро Іванович        | Сільський голова, 1948 року народження, освіта                                          | 26.03.2006   | 31.10.2010      |
| Добривечір Василь Миколайович | Сільський голова, 1954 року народження, освіта середня спеціальна, член Партії регіонів | 31.10.2010   |                 |

Примітка: таблиця складена за даними джерела